# Orville, Côte-d'Or
Orville là một xã thuộc tỉnh Côte-d'Or trong vùng Bourgogne miền đông nước Pháp.